# Нова Вас-при-Коніцах
Нова Вас-при-Коніцах (словен. Nova vas pri Konjicah) — поселення в общині Словенське Коніце, Савинський регіон, Словенія. Висота над рівнем моря: 301,2 м.